# Leptogaster titanus
Leptogaster titanus är en tvåvingeart som beskrevs av Carrera 1958. Leptogaster titanus ingår i släktet Leptogaster och familjen rovflugor. Inga underarter finns listade i Catalogue of Life.